# سید محمد موسوی بجنوردی

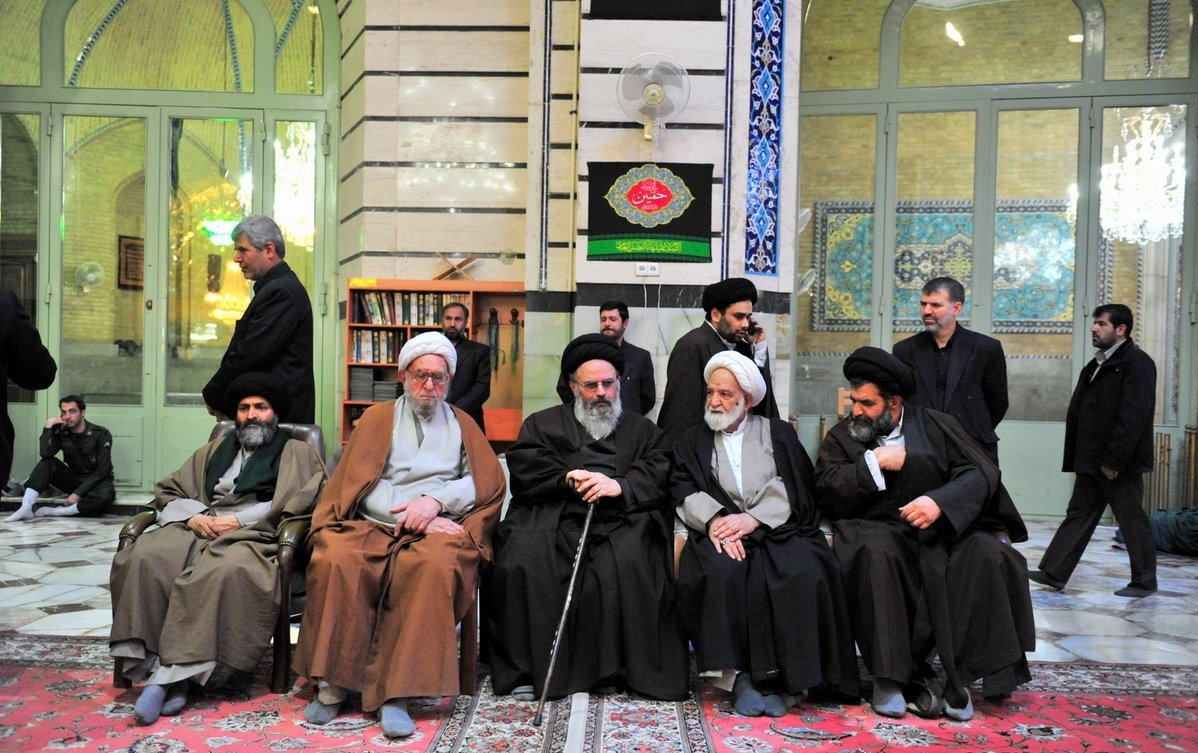
سید محمد موسوی بجنوردی (نفر وسط) در آرامگاه فاطمه معصومه مراسم ختم حسینعلی منتظری (۱۳۸۸)

سیّد محمّد موسوی بجنوردی (۱۳۲۲ – ۵ اسفند ۱۴۰۲) فقیه و حقوق‌دان ایرانی، نوه دختری سید ابوالحسن اصفهانی (مدیسه‌ای) و استاد بازنشستهٔ فقه و حقوق دانشگاه خوارزمی (دانشگاه تربیت معلم سابق) بود. موسوی بجنوردی از سال ۱۳۶۱ تا ۱۳۶۸ عضو شورای عالی قضایی بود. او در همایش سال ۱۳۸۴ چهره‌های ماندگار به عنوان چهره ماندگار رشته‌های فقه و حقوق برگزیده شد. وی برای شرکت در انتخابات مجلس خبرگان سال ۱۳۹۴ ثبت نام کرد اما صلاحیت او از سوی شورای نگهبان احراز نشد. محمد موسوی بجنوردی در ۵ اسفند ۱۴۰۲ پس از یک دوره بیماری درگذشت.

## زندگی
محمد موسوی بجنوردی تحصیلات حوزوی را در حوزه علمیه نجف نزد پدرش، شیخ صدرا بادکوبه‌ای، برادرش، سید روح‌الله خمینی، سید ابوالقاسم خویی، و سید محسن حکیم گذراند. او در مسجد جامع نجف (هندی) کتاب‌های رسائل و مکاسب و کفایتین را به زبان عربی برای شیعیان عرب‌زبان تدریس می‌کرد
موسوی بجنوردی پس از انقلاب ۱۳۵۷ به ایران رفت و در دفتر استفتائات خمینی مشغول به کار شد. در سال ۱۳۵۹ دادگاه عالی قضات را به دستور روح‌الله خمینی رهبر وقت جمهوری اسلامی ایران راه‌اندازی کرد. او از سال ۱۳۶۱ تا سال ۱۳۶۸ به عضویت شورای عالی قضایی درآمد و تا زمان انحلال این شورای پنج نفره که عالی‌ترین نهاد قضایی کشور بود در آن عضویت داشت. موسوی بجنوردی یکی از چهار نفر عضو هیئت عفو زندانیان به انتصاب خمینی بود. در بازنگری قانون اساسی سال ۱۳۶۸ شورای عالی قضایی حذف و مقرر شد به جای آن یک نفر توسط رهبر به عنوان رئیس قوه قضائیه منصوب شود.
موسوی بجنوردی همچنین در دانشکده‌های حقوق دانشگاه‌های شهید بهشتی و تربیت معلم (خوارزمی) و نیز دانشکدهٔ الهیات دانشگاه تهران تدریس می‌کرد. او در سال ۱۳۶۸ به رتبهٔ دانشیاری و در سال ۱۳۸۲ به رتبه استادی رسید. موسوی بجنوردی در دانشکده‌های حقوق، الهیات دانشگاه‌های قم (کارشناسی ارشد)، تربیت مدرس، تهران، امام صادق، شهید بهشتی، آزاد (کارشناسی ارشد و دکتری)، پژوهشکدهٔ امام خمینی، انقلاب اسلامی (کارشناسی ارشد)، و مؤسسهٔ عالی بانکداری ایران (کارشناسی ارشد) درس می‌داد. همچنین دو درس خارج فقه و اصول را در حوزهٔ علمیه تدریس می‌کرد. وی همچنین عضو شورای پژوهش پژوهشکده حقوق و قانون ایران بود.

## زندگی شخصی
محمد موسوی بجنوردی فرزند میرزا سید حسن بجنوردی بود. وی برادر سید محمدکاظم موسوی بجنوردی رهبر حزب ملل اسلامی و رئیس دائرةالمعارف بزرگ اسلامی و محمدمهدی بجنوردی از علمای تهران بود. بجنوردی عضو گروه اصلاح‌طلب مجمع روحانیون مبارز بود. او همچنین پدر ندا بجنوردی همسر سید حسن خمینی بود.

## ادعاها
محمد موسوی بجنوردی در زمینهٔ اعدام‌های اوایل انقلاب ۵۷ مدعی بود که این اعدام‌ها به فتوای حسینعلی منتظری بوده و روح‌الله خمینی اصلاً فتوای اعدام برای مفسد فی‌الارض را قبول نداشته‌است. بجنوردی در آذر ۱۳۹۳ در مصاحبه‌ای گفت که بهائیان از آنجا که ضداسلام بوده و جزو ادیان ابراهیم نیستند، از حقوق شهروندی برخوردار نبوده و حق تحصیل ندارند.

## آثار
- عقد ضمان، انتشارات پژوهشکده امام خمینی
- علم اصول، انتشارات پژوهشکده امام خمینی
- فقه تطبیقی، انتشارات پژوهشکده امام خمینی
- اندیشه‌های حقوقی حقوق خانواده، مجمع علمی فرهنگی مجد
- قواعد فقهیه جلد ۱ و ۲، انتشارات پژوهشکده امام خمینی
- مجموعه مقالات فقهی، حقوقی، فلسفی و اجتماعی ۵، ۴، ۳، ۲، ۱، انتشارات پژوهشکده امام خمینی
- مصادر التشریع عندالامامیة و السنة (به زبان عربی)، انتشارات پژوهشکده امام خمینی
- مقالات اصولی، انتشارات امیرکبیر

### مقالات
- خشونت نسبت به زنان از منظر دين، بازتاب انديشه، مرداد ۱۳۸۴، شاره ۶۴.
- بررسی فقهی و حقوقی و حدود مسئولیت مدنی و کیفری ناقلین ایدز با رویکردی بر نظریات حضرت امام خمینی (س)، نامه الهيات، دانشگاه آزاد تهران واحد شمال، تابستان ۱۳۸۷، شماره ۳.
- قاعدۀ اقدام، ديدگاههای حقوقی، ۱۳۷۵، شماره ۲.
- جايگاه عرف در حقوق بين الملل و حقوق اسلام، فصلنامه علمی پژوهشی متين، ۱۳۸۱، شماره‌های ۱۵ و ۱۶.
- کودک آزاری، نشريه حقوق و علوم سياسی دانشگاه تربيت مدرس، تابستان ۱۳۸۶، شماره ۳.
- بررسی و فقهی و حقوقی حق تأليف با رويکردی به آراء امام خمينی (س)، فصلنامه علمی پژوهشی متين، ۱۳۸۷، شماره ۴۱؛
- حقوق شهروندی از نگاه امام خمينی (ره)، (با همکاری محمد مهريزی ثانی) پژوهشنامه متين، زمستان ۱۳۹۲، سال پانزدهم، شماره ۶۱.
- شبيه‌سازی انسان از منظر دين، (با همکاری اعظم سقازاده)، نامه الهيات، پاييز ۱۳۸۹، شماره ۱۲.
- دربارۀ جاسوسی و خيآنت به کشور، آيين، شهريور ۱۳۸۹، شماره‌های ۳۰ و ۳۱.
- جرم سياسی در حقوق کيفری اسلام، بهمن و اسفند ۱۳۸۸، شماره‌های ۲۶ و ۲۷.
- نقش حسن نيت در عقود و قراردادها در فقه و حقوق، حقوق و علوم سياسی، بهار ۱۳۸۶، شماره ۲.
- همانندسازی با هدف درمان ناباروری، حقوق عمومی، اسفند ۱۳۸۵، شماره ۲.
- ارث زن از شوهر با رويکردی بر نظرات حضرت امام خمينی (ره)، پژوهشنامه متين، بهار ۱۳۸۵، شماره ۳۰.
- مسئوليت کيفری و مدنی پزشک، پژوهشنامه متين، بهار ۱۳۸۱، شماره ۱۴.
- فهم عرفی در اصول لفظيه و هرمنوتيک، زبان و ادبيات فارسی، پاييز ۱۳۸۰، شماره ۳۴.